# David Bretherton
Pour les articles homonymes, voir Bretherton (homonymie).
David Bretherton est un monteur américain, né le 29 février 1924 à Los Angeles (Californie), ville où il est mort le 11 mai 2000, d'une pneumonie.

## Biographie
Fils du monteur et réalisateur Howard Bretherton (1890-1969), David Bretherton débute lui-même comme monteur sur un documentaire sorti en 1955. Puis il contribue à quarante-neuf films, majoritairement américains, le premier étant Le Fond de la bouteille d'Henry Hathaway (1956, avec Van Johnson et Joseph Cotten).
S'y ajoutent quelques coproductions (dont le film franco-italo-américain Le Train de John Frankenheimer et Bernard Farrel en 1964, avec Burt Lancaster et Paul Scofield) et le film britannique La Grande Attaque du train d'or de Michael Crichton (1979, avec Sean Connery et Donald Sutherland).
Parmi ses autres films notables, citons Les Plaisirs de l'enfer de Mark Robson (1957, avec Lana Turner et Diane Varsi), Le Milliardaire de George Cukor (1960, avec Marilyn Monroe et Yves Montand), Le Chevalier des sables de Vincente Minnelli (1965, avec Elizabeth Taylor et Richard Burton), Cabaret de Bob Fosse (1972, avec Liza Minnelli et Michael York), ou encore Au-delà de la gloire de Samuel Fuller (1980, avec Lee Marvin et Mark Hamill).
Ses trois derniers films, réalisés par Harold Becker, sont Mélodie pour un meurtre (1989, avec Al Pacino et Ellen Barkin), Malice (coproduction américano-canadienne, 1993, avec Alec Baldwin et Nicole Kidman) et City Hall (1996, avec Al Pacino et John Cusack).
Le film musical Cabaret pré-cité permet à David Bretherton de gagner l'Oscar du meilleur montage en 1973, et d'obtenir une nomination au British Academy Film Award du meilleur montage, cette même année.

## Filmographie partielle

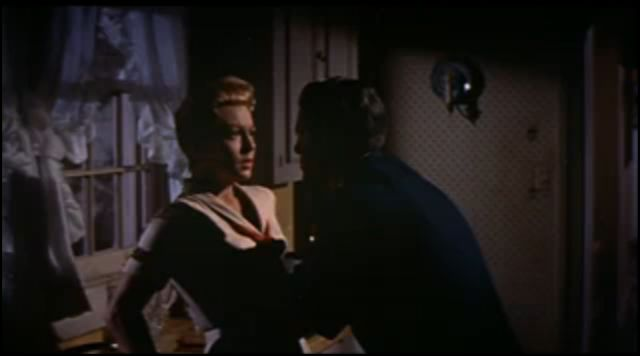
Lana Turner et Lee Philips, dans Les Plaisirs de l'enfer (1957)

(films américains, comme monteur, sauf mention contraire ou complémentaire)
- 1956 : Le Fond de la bouteille (The Bottom of the Bottle) d'Henry Hathaway
- 1956 : L'Impudique (Hilda Crane) de Philip Dunne
- 1956 : Le Roi et Quatre Reines (The King and Four Queens) de Raoul Walsh
- 1956 : Je ne suis pas un espion (Three Brave Men) de Philip Dunne
- 1957 : Valerie de Gerd Oswald
- 1957 : Les Plaisirs de l'enfer (Peyton Place) de Mark Robson
- 1957 : Bernardine d'Henry Levin
- 1958 : 10, rue Frederick (Ten North Frederick) de Philip Dunne
- 1959 : Le Journal d'Anne Frank (The Diary of Anne Frank) de George Stevens
- 1960 : Le Milliardaire (Let's Make Love) de George Cukor
- 1961 : Les lauriers sont coupés (Return to Peyton Place) de José Ferrer
- 1962 : La Foire aux illusions (State Fair) de José Ferrer
- 1964 : Le Train (The Train) de John Frankenheimer et Bernard Farrel (film franco-italo-américain)
- 1965 : Le Chevalier des sables (The Sandpiper) de Vincente Minnelli
- 1967 : Guêpier pour trois abeilles (The Honey Pot) de Joseph L. Mankiewicz
- 1968 : Pancho Villa (Villa Rides) de Buzz Kulik
- 1970 : Lune de miel aux orties (Lovers and Other Strangers) de Cy Howard
- 1970 : Melinda (On a Clear Day You Can See Forever) de Vincente Minnelli
- 1971 : Fools' Parade d'Andrew V. McLaglen
- 1972 : Cabaret de Bob Fosse
- 1973 : Sauvez le tigre (Save the Tiger) de John G. Avildsen
- 1973 : La Chasse aux dollars (Slither) d'Howard Zieff
- 1973 : Mondwest (Westworld) de Michael Crichton
- 1974 : Bank Shot de Gower Champion
- 1974 : Les Superflics (The Super Cops) de Gordon Parks (consultant au montage)
- 1975 : The Man in the Glass Booth d'Arthur Hiller
- 1976 : Deux Farfelus à New York (Harry and Walter Go to New York) de Mark Rydell
- 1976 : Hollywood, Hollywood (That's Entertainment, Part II) de Gene Kelly
- 1976 : Transamerica Express (Silver Streak) d'Arthur Hiller
- 1978 : Morts suspectes (Coma) de Michael Crichton
- 1979 : La Grande Attaque du train d'or (The First Great Train Robbery) de Michael Crichton (film britannique)
- 1980 : C'est ma chance (It's My Turn) de Claudia Weill
- 1980 : Au-delà de la gloire (The Big Red One) de Samuel Fuller
- 1980 : Le Golf en folie (Caddyshack) d'Harold Ramis
- 1980 : La Formule (The Formula) de John G. Avildsen (film germano-américain)
- 1982 : La Cage aux poules (The Best Little Whorehouse in Texas) de Colin Higgins
- 1982 : Rue de la sardine (Cannery Row) de David S. Ward
- 1983 : Un homme, une femme, un enfant (Man, Woman and Children) de Dick Richards
- 1984 : Lovelines de Rod Amateau
- 1985 : Baby : Le Secret de la légende oubliée (Baby : Secret of the Lost Legend) de Bill L. Norton
- 1985 : Cluedo (Clue) de Jonathan Lynn
- 1987 : Cœur de lion (Lionheart) de Franklin J. Schaffner
- 1987 : Le Dragueur (The Pick-up Artist) de James Toback
- 1989 : Mélodie pour un meurtre (Sea of Love) d'Harold Becker
- 1993 : Malice d'Harold Becker (film américano-canadien)
- 1996 : City Hall d'Harold Becker

## Distinctions

### Nomination
- 1973 : British Academy Film Award du meilleur montage, pour Cabaret.

### Récompenses
- 1973 : Oscar du meilleur montage, pour Cabaret.
- Deux prix décernés par l'American Cinema Editors (ACE) :
  - En 1973 : Eddie Award, pour Cabaret ;
  - Et en 1995 : Career Achievement Award, pour l'ensemble de sa carrière.